# Championnat de Guinée-Bissau de football 2006
Navigation
Édition précédente Édition 2010-2011
La saison 2006 du Championnat de Guinée-Bissau de football est la vingt-huitième édition de la Primeira Divisião, le championnat de première division en Guinée-Bissau. Les douze meilleures équipes du pays se retrouvent au sein d'une poule unique où elles s'affrontent à deux reprises. En fin de saison, les trois derniers du classement sont relégués et remplacés par les trois meilleurs clubs de Segunda Divisão.
C'est le CF Os Balantas qui remporte la compétition cette saison après avoir terminé invaincu en tête du classement final, avec cinq points d'avance sur le Mavegro Futebol Clube et dix-sept sur l'ADR Mansaba, club promu de D2. C'est le second titre de champion de Guinée-Bissau de l'histoire du club.

## Les clubs participants
- Sporting Clube de Bissau
- Flamengo Futebol Clube - Promu de Segunda Divisião
- Sport Portos de Bissau
- Sport Bissau e Benfica
- Atlético Clube de Bissorã
- ADR Mansaba - Promu de Segunda Divisião
- Desportivo Recreativo Cultural de Farim - Promu de Segunda Divisião
- Futebol Clube de Cantchungo
- Mavegro Futebol Clube
- Desportivo de Gabú
- Estrela Negra de Bolama
- CF Os Balantas

## Compétition

### Classement
Le classement est établi sur le barème de points suivant : victoire à 3 points, match nul à 1, défaite à 0.
| Rang | Équipe                                   | Pts | J  | G  | N  | P  | Bp | Bc | Diff |
| ---- | ---------------------------------------- | --- | -- | -- | -- | -- | -- | -- | ---- |
| 1    | CF Os Balantas                           | 50  | 22 | 14 | 8  | 0  | 31 | 11 | +20  |
| 2    | Mavegro Futebol Clube                    | 45  | 22 | 12 | 9  | 1  | 37 | 21 | +16  |
| 3    | ADR MansabaP                             | 33  | 22 | 8  | 9  | 5  | 22 | 16 | +6   |
| 4    | Sporting Clube de BissauT                | 31  | 22 | 9  | 4  | 9  | 22 | 27 | -5   |
| 5    | Desportivo de Gabú                       | 27  | 22 | 7  | 6  | 9  | 21 | 29 | -8   |
| 6    | Estrela Negra de Bolama                  | 26  | 22 | 7  | 5  | 10 | 33 | 33 | 0    |
| 7    | Flamengo Futebol ClubeP                  | 25  | 22 | 6  | 7  | 9  | 13 | 20 | -7   |
| 8    | Futebol Clube de Cantchungo              | 25  | 22 | 5  | 10 | 7  | 24 | 21 | +3   |
| 9    | Atlético Clube de Bissorã                | 25  | 22 | 6  | 7  | 9  | 22 | 29 | -7   |
| 10   | Sport Portos de BissauC                  | 23  | 22 | 4  | 11 | 7  | 16 | 18 | -2   |
| 11   | Sport Bissau e Benfica                   | 22  | 22 | 5  | 7  | 10 | 25 | 30 | -5   |
| 12   | Desportivo Recreativo Cultural de FarimP | 20  | 22 | 5  | 5  | 12 | 14 | 25 | -11  |

|  | Qualification pour la Ligue des champions de la CAF 2007                                     |
|  | Qualification pour la Coupe de la confédération 2007                                         |
|  | Relégation directe en Segunda Divisião                                                       |
|  | T : Tenant du titre C : Vainqueur de la Coupe de Guinée-Bissau P : Promu de Segunda Divisião |

## Bilan de la saison
| Championnat de Guinée-Bissau de football 2006 |                                         |
| Champion                                      | CF Os Balantas (2e titre)               |
| Coupes et trophées                            |                                         |
| Vainqueur de la Coupe de Guinée-Bissau 2006   | Sport Portos de Bissau                  |
| Qualifications continentales                  |                                         |
| Ligue des champions de la CAF 2007            | CF Os Balantas                          |
| Coupe de la confédération 2007                | Sport Bissau e Benfica                  |
| Promotions et relégations                     |                                         |
| Promus en Primeira Divisião                   | Bula Futebol Clube                      |
| Promus en Primeira Divisião                   | Estrela Negra de Bissau                 |
| Promus en Primeira Divisião                   | UDI Bissau                              |
| Relégués en Segunda Divisião                  | Sport Portos de Bissau                  |
| Relégués en Segunda Divisião                  | Desportivo Recreativo Cultural de Farim |
| Relégués en Segunda Divisião                  | Sport Bissau e Benfica                  |